# Артиљеријске бригаде НОВЈ
Током Народноослободилачке борбе народа Југославије, од 1941. до 1945. године у оквиру Народноослободилачке војске Југуославије формирано је укупно 29 бригада, које су носиле назив артиљеријска. Формирање артиљеријских бригада интензивније је покренуто када је НОВЈ почела да прима совјетску испомоћ у наоружању.

## Списак артиљеријских бригада
| назив                                                | датум формирања    | место формирања | одликовања |
| ---------------------------------------------------- | ------------------ | --------------- | ---------- |
| Артиљеријска бригада Четврте дивизије НОВЈ           | 12. мај 1944.      |                 | ОЗН        |
| Артиљеријска бригада Седмог корпуса НОВЈ             | 17. мај 1944.      | Словенија       |            |
| Артиљеријска бригада Деветог корпуса НОВЈ            | јун 1944.          |                 | ОЗН        |
| Артиљеријска бригада Седамнаесте дивизије НОВЈ       | октобар 1944.      |                 | ОЗН        |
| Артиљеријска бригада 50. дивизије НОВЈ               | 10. октобар 1944.  | Лаки            |            |
| Артиљеријска бригада Кумановске дивизије НОВЈ        | крај октобра 1944. | Струмица        |            |
| Друга артиљеријска бригада Четрнаестог корпуса НОВЈ  | новембар 1944.     |                 | ОЗН        |
| Артиљеријска бригада 51. дивизије НОВЈ               | 12. новембар 1944. | Суботица        | ОЗН        |
| Трећа артиљеријска бригада Четрнаестог корпуса НОВЈ  | 13. новембар 1944. |                 | ОЗН        |
| Артиљеријска бригада 28. дивизије НОВЈ               | 13. новембар 1944. |                 |            |
| Артиљеријска бригада 49. дивизије НОВЈ               | 15. новембар 1944. | Битољ           | ОЗН        |
| Артиљеријска бригада Шеснаесте дивизије НОВЈ         | 18. новембар 1944. | Сомбор          | ОЗН        |
| Артиљеријска бригада Прве пролетерске дивизије НОВЈ  | 21. новембар 1944. |                 | ОЗН        |
| Артиљеријска бригада Пете дивизије НОВЈ              | 30. новембар 1944. |                 | ОЗН        |
| Артиљеријска бригада Шесте пролетерске дивизије НОВЈ | децембар 1944.     |                 | ОЗН        |
| Артиљеријска бригада Петог корпуса НОВЈ              | децембар 1944.     |                 | ОЗН        |
| Артиљеријска бригада Шестог корпуса НОВЈ             | децембар 1944.     |                 | ОЗН        |
| Артиљеријска бригада Осмог корпуса НОВЈ              | децембар 1944.     |                 | ОЗН        |
| Прва македонска артиљеријска бригада НОВЈ            | 12. децембар 1944. |                 |            |
| Артиљеријска бригада 36. дивизије НОВЈ               | 16. децембар 1944. | Нови Сад        |            |
| Артиљеријска бригада 21. дивизије НОВЈ               | 20. децембар 1944. |                 |            |
| Артиљеријска бригада 23. дивизије НОВЈ               | крајем 1944.       |                 |            |
| Артиљеријска бригада 42. дивизије НОВЈ               | 18. фебруар 1945.  |                 | ОЗН        |
| Артиљеријска бригада 48. дивизије НОВЈ               | 18. фебруар 1945.  |                 | ОЗН        |
| Артиљеријска бригада Четвртог корпуса НОВЈ           | март 1945.         |                 |            |
| Артиљеријска бригада 38. дивизије НОВЈ               | 10. март 1945.     |                 | ОЗН        |
| Артиљеријска бригада Друге пролетерске дивизије НОВЈ | 15. март 1945.     |                 |            |
| Артиљеријска бригада 22. дивизије НОВЈ               | 17. март 1945.     |                 |            |
| Артиљеријска бригада 37. дивизије НОВЈ               | 11. април 1945.    |                 | ОЗН        |